# Palo Pinto megye
Palo Pinto megye az Amerikai Egyesült Államokban, azon belül Texas államban található. Megyeszékhelye Palo Pinto, legnagyobb városa Mineral Wells. Lakosainak száma 28 409 fő (2020. április 1.). Palo Pinto megye Jack, Parker, Hood, Erath, Eastland, Stephens és Young megyékkel határos.

## Népesség
A megye népességének változása:
| Lakosok száma | 28 103 | 28 138 | 27 883 | 27 889 | 27 895 | 28 570 | 28 409 |
|               | 2010   | 2011   | 2012   | 2013   | 2015   | 2017   | 2020   |